# Video In Video Out
Video In Video Out, noto anche con l'acronimo VIVO, è una porta grafica che permette ad alcune schede video di avere trasferimenti bidirezionali (ingresso e uscita) del video analogico attraverso un connettore mini-DIN, solitamente di tipo a 9-pin, e un particolare cavo splitter (che può alcune volte trasferire anche audio analogico).
Il VIVO si trova solitamente sulle schede video di fascia alta per computer di ATI e NVIDIA e alcune volte viene etichettato come "TV OUT". Su queste schede grafiche il VIVO supporta solitamente il Video composito, il Video a componenti, e l'S-Video come uscite, mentre come entrate il Video composito e l'S-Video. Molte altre schede video supportano soltanto le uscite Video a componenti e l'S-Video a completamento della VGA o DVI, solitamente usando un cavo a componenti e un cavo S-Video. Sebbene l'operazione di uscita a componenti supporta le risoluzioni dell'alta definizione, essa non supporta lo standard HDCP come richiesto dall'ente europeo EICTA per il supporto HDTV.
Alcuni usi pratici del VIVO includono la capacità di visualizzare il multimedia memorizzato su un computer su un TV e la capacità di connettere un Lettore DVD o una console per videogiochi ad un computer mentre si continua la visualizzazione tramite monitor TV. Il VIVO da solo tuttavia non può decodificare i segnali di trasmissione da nessuna sorgente, pertanto ci sarà bisogno di apparecchiature aggiuntive per vedere i programmi TV.
Alcuni produttori permettono alla loro versione di porta VIVO di trasferire anche il suono.

## Limitazioni
L'uscita video sulle schede grafiche spesso non viene usata dagli utenti che non hanno bisogno di connettere il loro computer ad una TV. Inoltre ci potrebbero essere problemi nel software nel supportare l'uso delle porte VIVO.
Un computer che usa il VIVO deve avere il software per gestire un segnale di ingresso. Solitamente è il produttore della scheda grafica che fornisce il software per sfruttare adeguatamente le porte VIVO.